# طاووسک غربی

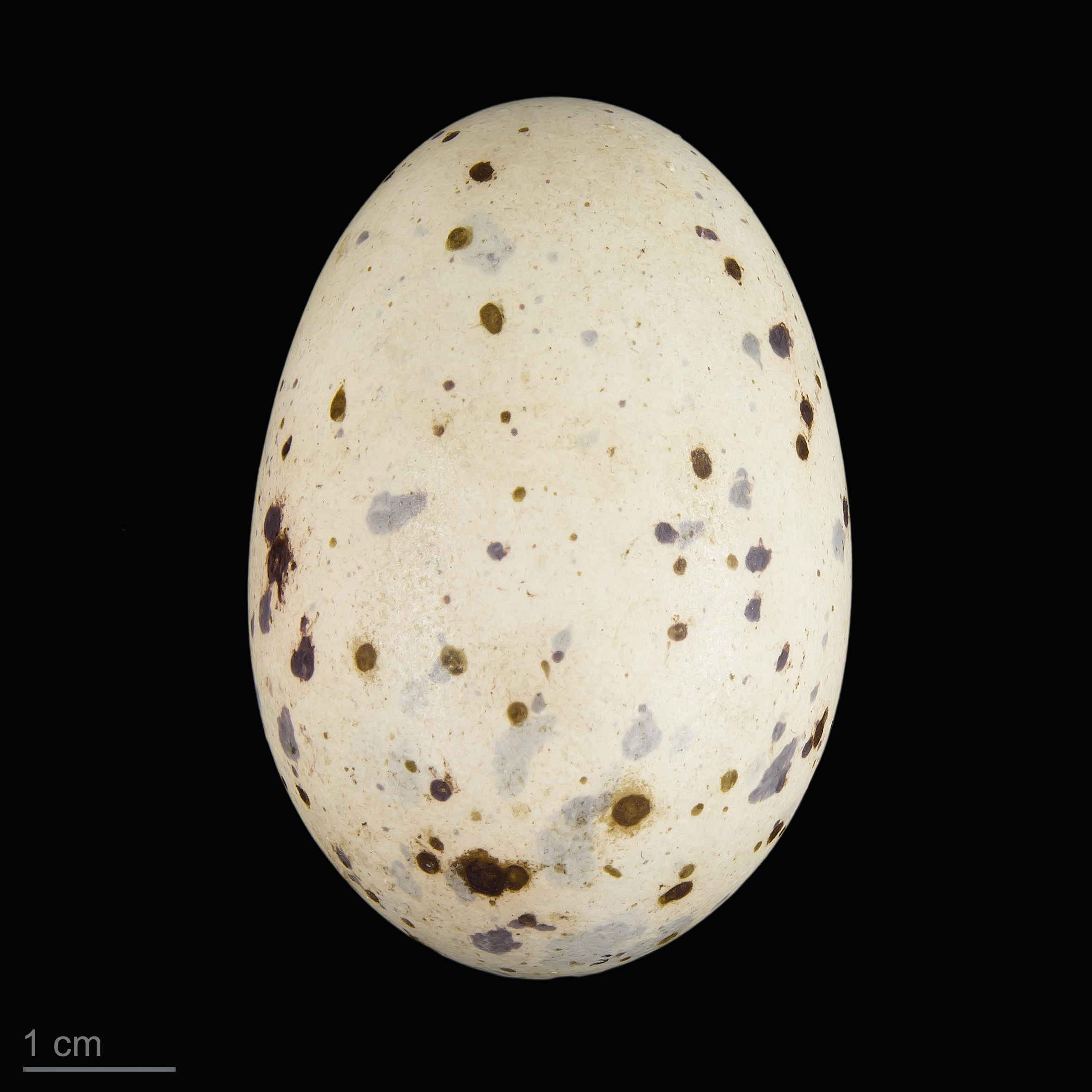
Porphyrio porphyrio

طاووسَک غربی (نام علمی: Porphyrio porphyrio) نوعی پرنده از خانواده یلوگان متعلق به راسته کلنگ‌سانان است.
پس از تقسیم گونه پیشین به چندین گونه، اکنون پراکنش این گونه بیشتر محدود به اروپاست.
بسیار محتاط است و معمولاً خود را از انظار پنهان می‌دارد و کمتر در فضای باز دیده می‌شود. رنگ پر و بالش به طور کلی آبی مایل به بنفش است که در سطح پشتی پررنگ‌تر و روی گلو و سینه‌اش جلای فیروزه‌ای دارد. پوشپرهای زیر دم آن سفید خالص است. پاهای قرمزش دراز و پنجه‌هایی با انگشتانی بلند دارد به طوری که وی را قادر می‌سازد تا بر روی برگ‌ها و گیاهان شناور به خوبی راه برود و غذای خود را جستجو کند.